# Муаллим Наджи
Муаллим Наджи (буквально «учитель Наджи», имя при рождении Омер Хулюси, 1849—1893) — османский поэт, писатель, педагог и критик. Он жил в период реформ эпохи Танзимат и выступал за проведение реформ без разрыва связи с прошлым. Он писал критические статьи и занял в турецкой литературе особое место благодаря изучению проблем и созданию идей, касающихся турецкого народа.

## Биография
Родился в квартале Шарачханебаши стамбульского района Фатих в 1850 году. Отец Муаллима, Али-бей, занимался изготовлением сёдел. Мать, Зехра Фатха-ханым, была дочерью выходцев из Варны (территория современной Болгарии).
Окончил начальную школу в Стамбуле. После смерти отца в возрасте семи лет был отправлен к своему дяде в Варну. В связи с невозможностью продолжить учебный курс, изучал различные предметы. Выучил арабский и фарси. Изучив каллиграфию и выучив Коран, поступил в Rüştiye (средняя школа). Примерно в это же время начал писать стихи под псевдонимом Наджи.
После встречи с мутасаррыфом, оставил учёбу и стал личным катибом (секретарём) паши. Много ездил по Румелии и Анатолии. В 1881 году вместе с Мехмет-пашой совершил поездку на Хиос. Там начал писать поэмы, которые печатались в османских изданиях. После возвращения в Стамбул работал в министерстве иностранных дел. После того, как Мехмед Саид-паша получил назначение в Берлин, Муаллим отверг предложение поехать с ним и продолжил работать в министерстве. Вскоре ушёл со службы и начала журналистскую карьеру. По предложению Ахмет Мидхата стал главным редактором издания «Tercüman-ı Hakikat». В 1884 году женился на Медихе-ханым, дочери Ахмет Мидхата. Получив повышение, увлёкся французским языком, который вскоре изучил. Некоторые его поэмы стали знамениты благодаря французскому переводу.
Сборник поэзии «Ateşpare» (1883) стал первой книгой Муаллима, изданной в Стамбуле. Затем последовал «Şerrare» в 1884 году. 23 ноября 1885 года была издана поэма «İmâdü'l-in Midâd» (песни крестьянок). Затем были изданы ещё два сборника поэзии «Füruzan» (1886) и «Sünbüle» (1890). В следующей книге Муаллима «Hamiyet-yahut- Masa Bin Eb’il-Gazan» представлены воспоминания о трагедии его детства. Она была переведена и издана в Германии в 1898 году и в России в 1914. Одновременно с творческой деятельностью Муаллим преподавал в школах. В 1887-88 годах издавал журнал «Mecmua-i-Muallim», за два года было напечатано 58 номеров.
В 1891 году начал работу над своим крупнейшим трудом — словарём турецкого языка «Люгат-и Наджи».
Муаллим Наджи считается первым османским поэтом, употребившим в стихотворении фразу «я — турок».